# 福祉・農業会館 (岐阜県)

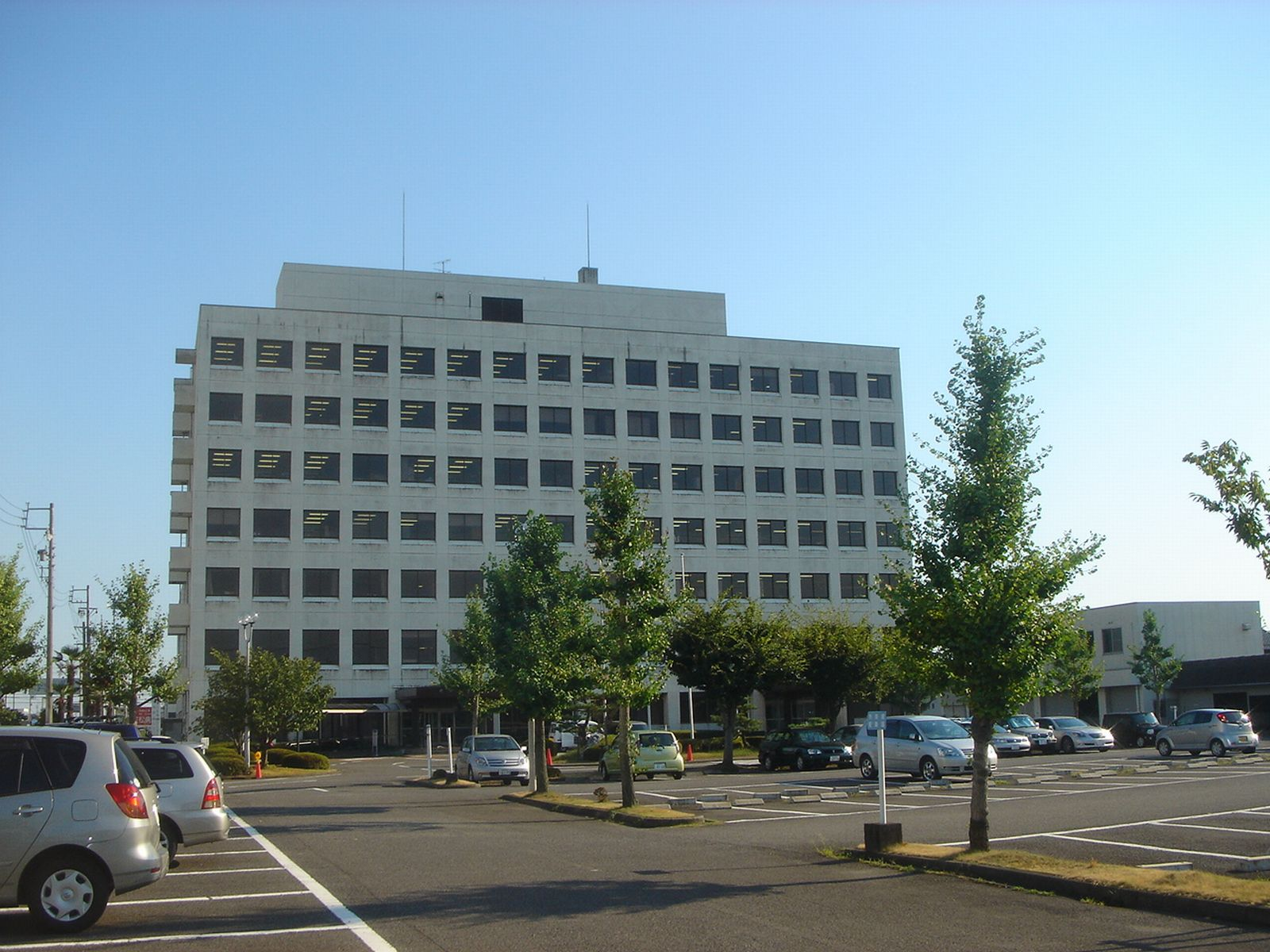
2007年撮影

福祉・農業会館（ふくし・のうぎょうかいかん）は、岐阜県岐阜市にある岐阜県が運営する公共施設。岐阜県の福祉、農業に関係する行政機関、団体などがある。正式名称は岐阜県福祉・農業会館。

## 概況
- 補装具の展示、福祉相談等のため並びに社会福祉及び農業に関する集会等の為の施設として1980年（昭和55年）竣工。敷地面積10,314m2。地上7階（一部3階）床面積10,131m2。
- 社会福祉及び農業に関する行政機関、団体が入っている他、大会議室、会議室、研修室、補装具・福祉用具展示室を有す。
- 県民ふれあい会館とは、県道（岐阜県道173号文殊茶屋新田線）を挟んで隣接する。

## 主な機関、団体

### 行政機関
- 岐阜県中央子ども相談センター
- 岐阜県女性相談センター

### 団体
- 岐阜県国民健康保険団体連合会
- 岐阜県社会福祉士会
- 岐阜県障害者権利擁護センター
- 岐阜県障がい者差別解消支援センター
- 岐阜県福祉人材総合対策センター
- 岐阜県保育研究協議会
- 岐阜県精神保健福祉協会
- 岐阜県精神保健福祉会連合会
- 岐阜県知的障害者支援協会
- 岐阜県知的障害児者生活サポート協会
- 部落解放同盟岐阜県連合会
- 社会福祉法人岐阜県社会福祉事業団
- 社会福祉法人岐阜県社会福祉協議会
- 社会福祉法人岐阜県共同募金会
- 一般社団法人岐阜県民間保育園・認定こども園連盟
- 一般財団法人岐阜県民間社会福祉事業従事者共済会
- 一般財団法人岐阜県老人クラブ連合会
- 一般財団法人岐阜県身体障害者福祉協会
- 一般社団法人岐阜県障害者スポーツ協会
- 一般財団法人岐阜県母子寡婦福祉連合会
- 特定非営利活動法人岐阜県腎臓病協議会
- 特定非営利活動法人岐阜県難病団体連絡協議会
- 岐阜中央農業共済組合
- 岐阜県運営適正化委員会
- 公益社団法人岐阜県獣医師会
- 公益社団法人全国和牛登録協会岐阜県支部
- 公益社団法人岐阜県獣医師会
- 岐阜県酪農農業協同組合連合会
- 一般社団法人岐阜県畜産協会
- 岐阜県肉用牛協会
- 岐阜県養豚協会
- 岐阜県養鶏協会
- 岐阜県家畜人工授精師協会
- 岐阜県牛乳協会

## 所在地
- 岐阜県岐阜市下奈良2丁目2番1号

## アクセス

### 道路
- 国道21号「下薮田」「薮田南5」交差点より南へ。
- 名神高速道路岐阜羽島インターチェンジより車で約20分。

### 公共交通機関
- 岐阜バス「OKBふれあい会館」バス停で下車
  - 名鉄岐阜駅（1番のりば）または、JR岐阜駅（5番のりば）から「県庁」「OKBふれあい会館」行き
- JR線

JR東海道本線西岐阜駅から南へ徒歩30分。
JR東海道新幹線岐阜羽島駅から車で約20分。
- 西ぎふ・くるくるバス

JR西岐阜駅（南口）から乗車。「ふれあい会館」で下車。